# Stigmella naturnella
Stigmella naturnella là một loài bướm đêm thuộc họ Nepticulidae. Nó được tìm thấy ở Cộng hòa Séc, Slovakia, Áo, Hungary, Ý và central và miền đông Nga.
Có hai lứa trưởng thành một năm.
Ấu trùng ăn Betula species. Chúng ăn lá nơi chúng làm tổ. 